# Cedar Bluffs
Cedar Bluffs – wieś w Stanach Zjednoczonych, w stanie Nebraska, w hrabstwie Saunders.